# Pseudembia setosa
Pseudembia setosa is een insectensoort uit de familie Embiidae, die tot de orde webspinners (Embioptera) behoort. De soort komt voor in India.
Pseudembia setosa is voor het eerst wetenschappelijk beschreven door Ross in 1950.